# Robo Kazík
Robo Kazík (11. května 1947 Topoľčianky – 1. února 2021 Topoľčianky) byl slovenský podnikatel a zpěvák.

## Ocenění
- Zlatá vločka Calexu s písní Petra Nováka – Náhrobní kámen (se skupinou The Ice Boys) – zpěv Karol Duchoň

## Životopis
Absolvoval střední ekonomickou školu a Institut pro národní výbory. Pracoval jako dělník v Calexu Zlaté Moravce a v Pozemních stavbách v Banské Bystrici. V roce 1968 s Karolem Duchoněm založili v Zlatých Moravciach bigbeatovou skupinu The Ice Boys (Ľadoví chlapci). Na Městském úřadě v Banské Bystrici pracoval 16 let. Nejprve dělal řidiče, později vedoucího Akce Z a ještě později vedoucího odboru výstavby. V letech 1983–1990 byl ředitelem agentury Slovkoncert. Vydal alba : Vráť sa mi, láska, Venované Vám, Toto sólo patrí nám, Srdce ti napovie, Vianoce, Jesenné lístie, Letná nálada. Některé z nich nahrál s Orchestrem Pavla Zajáčka. Ve Slovenské televizi účinkoval v programu Repete. V období 2006–2010 pracoval jako viceprimátor v Banské Bystrici.
Jeho manželka se jmenuje Marienka a pochází z Očové. Mají spolu dva syny, mladší je Richard. Jako malý se chtěl stát filmovým režisérem. Jeho dvorní textařkou je Mária Kodajová. V roce 2006 spolu s Karlem Konárikem na jeho albu To som ja nazpíval duet Život je boj.
Stejně tak jako Karol Konárik měl rád země bývalé Jugoslávie a Chorvatsko. Líbily se mu zejména jejich písně pro jejich melodiku. Naposledy vystupoval v programu Martina Jakubce REPETE Návraty po 10 letech. Žil v Banské Bystrici. Zemřel 1. února 2021.

## Diskografie
- 1994 Vráť sa mi, láska – RB – vydavatelství Slovenského rozhlasu
- 1995 Venované Vám – RB – vydavatelství Slovenského rozhlasu
- 1996 Toto sólo patrí nám – RB – vydavatelství Slovenského rozhlasu
- 1997 Srdce Ti napovie – RK – reklamní a umělecká agentura Roba Kazíka
- 1997 Vianoce – RK – Centrum Universa
- 1998 Jesenné lístie – RK – Centrum Universa
- 1999 Letná nálada – RK – Centrum Universa
- 2000 Jarná serenáda – RK – Centrum Universa
- 2000 Daj boh šťastia tejto zemi... – RK – Centrum Universa
- 2001 Galatéka Roba Kazíka – RK – Centrum Universa
- 2002 Na návrší taký dom... – RK – Centrum Universa
- 2002 Ja keď spievam slzy tečú... – RK – Centrum Universa
- 2004 Megamixy – Robo KAZÍK & SALKO Band – RK – Centrum Universa
- 2005 Mojim najdrahším – RK – Centrum Universa (věnováno jubilantům)
- 2006 Slovensko naše – RK – Centrum Universa